# Craig Horner
Craig Horner (născut pe 24 ianuarie 1983) este un actor Australian care a apărut prima oară în televiziunea Australiană în serialul Cybergirl. El este cel mai bine cunoscut pentru rolul său ca Richard Cypher în serialul televizat Legend of the Seeker.

## Biografie
Horner altfel portetrizat Gary Miller în serialul Blue Water High și Ash Dove în serialul H2O: Adaugă Apă. În prezent el joacă rolul lui Richard Cypher în serialul Legend of the Seeker, serialul adaptat după seria de cărți Terry Goodkind's Sword of Truth.
Horner a descoperit pasiunea pentru actorie după ce a apărut în producțiile școlii lui, A Midsummer Night's Dream și The Maids. Pentru a performa, Horner are și alte talente creative care include cântatul la chitară și scrierea melodiilor. Horner adoră să joace fotbal, volei, tenis, să înnoate, snowboarding-ul și kayaking-ul.

## Filmografie
| An        | Film                 | Rol                     | Note                                               |
| --------- | -------------------- | ----------------------- | -------------------------------------------------- |
| 2002      | Blurred              | Pete the Bus, tocilarul |                                                    |
| 2003      | Swimming Upstream    | Ronald Fingleton        |                                                    |
| 2006      | See No Evil          | Richie Bernson          |                                                    |
| An        | Apariție televizată  | Rol                     | Note                                               |
| 2001      | Cybergirl            | Jackson Campbell        | Două episoade, personaj principal                  |
| 2005      | headLand             | Neil Slattery           | Două episoade                                      |
| 2006      | Two Twisted          |                         | "Marele Final"                                     |
| 2006      | Monarch Cove         | Caleb                   | Opt episoade                                       |
| 2007—2008 | H2O: Just Add Water  | Ash                     | Douăsprezece episoade, personaj secundar           |
| 2008      | Blue Water High      | Garry Miller            | Optsprezece episoade, personaj principal           |
| 2008—2010 | Legend of the Seeker | Richard Cypher          | Patruzeci și patru de episoade, personaj principal |